# Campeonato Asiático de Atletismo de 2019 - Salto triplo feminino
A prova do salto triplo feminino do Campeonato Asiático de Atletismo de 2019 foi disputada no dia 23 de abril de 2019 no Estádio Internacional Khalifa em Doha, no Catar. 

## Recordes
Antes desta competição, os recordes mundiais e do campeonato nesta prova eram os seguintes:
|                       | Nome           | Nacionalidade | Distância | Local      | Data                  |
| --------------------- | -------------- | ------------- | --------- | ---------- | --------------------- |
| Recorde mundial       | Inessa Kravets | Ucrânia       | 15m 50cm  | Gotemburgo | 10 de agosto de 1995  |
| Recorde do campeonato | Olga Rypakova  | Cazaquistão   | 14m 69cm  | Amã        | 28 de julho de 2007   |
| Recorde asiático      | Olga Rypakova  | Cazaquistão   | 15m 25cm  | Split      | 4 de setembro de 2010 |

## Medalhistas
| Ouro                       | Prata          | Bronze                 |
| Parinya Chuaimaroeng (THA) | Zeng Rui (CHN) | Vidusha Lakshani (SRI) |

## Cronograma
Todos os horários são locais (UTC+3)
| Data        | Hora  | Evento |
| ----------- | ----- | ------ |
| 23 de abril | 18:48 | Final  |

## Resultado final
| Posição           | Atleta               | Nacionalidade | #1     | #2     | #3     | #4    | #5    | #6    | Resultados | Notas                |
| ----------------- | -------------------- | ------------- | ------ | ------ | ------ | ----- | ----- | ----- | ---------- | -------------------- |
| Medalha de ouro   | Parinya Chuaimaroeng | Tailândia     | 13.59  | 13.45  | x      | x     | 13.55 | 13.72 | 13.72      | Recorde da temporada |
| Medalha de prata  | Zeng Rui             | China         | 13.56  | 13.28w | 13.41  | 13.65 | 13.41 | 13.58 | 13.65      |                      |
| Medalha de bronze | Vidusha Lakshani     | Sri Lanka     | 13.40w | x      | 13.46w | 13.53 | x     | x     | 13.53      | Recorde da temporada |
| 4                 | Irina Ektova         | Cazaquistão   | x      | 13.08  | 12.97  | x     | 13.40 | 13.03 | 13.40      | Recorde da temporada |
| 5                 | Kirthana Ramasamy    | Malásia       | 11.84  | 13.14  | 13.33  | x     | 13.01 | 13.11 | 13.33      | Recorde da temporada |
| 6                 | Vũ Thị Mến           | Vietname      | 13.22  | 13.19w | 13.22  | 12.97 | 12.54 | 13.14 | 13.22      | Recorde da temporada |
| 7                 | Bae Chan-mi          | Coreia do Sul | 13.02  | 13.07  | x      | x     | x     | x     | 13.07      |                      |
| 8                 | Kaede Miyasaka       | Japão         | x      | 12.71  | 12.58  | 11.99 | 12.91 | 12.95 | 12.95      |                      |
| 9                 | Chen Ting            | China         | x      | x      | 12.68  |       |       |       | 12.68      | Recorde da temporada |
| 10                | Roksana Khudoyarova  | Uzbequistão   | 12.45  | 12.63  | x      |       |       |       | 12.63      |                      |
| 11                | Bashir Al-Manwari    | Catar         |        |        |        |       |       |       | DNS        |                      |
| 11                | Olga Rypakova        | Cazaquistão   |        |        |        |       |       |       | DNS        |                      |

Legenda
| Recorde mundial       | Recorde mundial (World record)               |                       | Recorde africano                      | Recorde africano (African) |                                           | Q | Classificado por posição (Qualified) |
| Recorde do campeonato | Recorde do campeonato (Championship record)  | Recorde da América    | Recorde da América (Americas)         | q                          | Classificado por melhor tempo (Qualified) |   |                                      |
| Melhor marca do ano   | Melhor marca do ano (World leading)          | Recorde asiático      | Recorde asiático (Asian)              | DNS                        | Não largou (Did not start)                |   |                                      |
| Recorde nacional      | Recorde nacional (National record)           | Recorde europeu       | Recorde europeu (European)            | DNF                        | Não terminou (Did not finish)             |   |                                      |
| Recorde pessoal       | Recorde pessoal do atleta (Personal best)    | Recorde da Oceania    | Recorde da Oceania (Oceania)          | DSQ / DQ                   | Desclassificado (Disqualified)            |   |                                      |
| Recorde da temporada  | Recorde da temporada do atleta (Season best) | Recorde sul-americano | Recorde sul-americano (South America) | NM                         | Sem marca (No mark)                       |   |                                      |